# 7. šahovska olimpijada
7. šahovska olimpijada je potekala med 31. julijem in 14. avgustom 1937 v stockholmskem Grand Royal Hotel (Švedska).
ZDA so osvojile prvo mesto, Madžarska drugo in Poljska tretje.
Sodelovalo je 94 šahistov v 19 reprezentancah; odigrali so 683 od 684 načrtovanih partij (ena partija je bila predhodno dogovorjena).

## Udeleženci
1. Anglija (Alan George Thomas, Conel Hughes Alexander, ...)
2. Argentina (Luis Piazzini, Jacobo Bolbochán, Roberto Grau, Carlos Enrique Guimard, Isaías Pleci)
3. Belgija (Arthur Dunkelblum, Alberic O'Kelly de Galway,...)
4. Češkoslovaška (Salomon Flohr, Jan Foltys, Jiří Pelikán,...)
5. Danska (Ernst Sørensen, ...)
6. Estonija (Paul Keres, Paul Felix Schmidt, Ilmar Raud,...)
7. Finska (Eero Böök, Thorsten Gauffin, ...)
8. Islandija (Jón Guðmundsson, ...)
9. Italija (Vincenzo Castaldi, ...)
10. (Vasja Pirc, Petar Trifunović, Savo Vuković, Borislav Kostić, Mirko Bröder)
11. Latvija (Vladimirs Petrovs, Fricis Apšenieks, Kārlis Ozols, ...)
12. Litva (Vladas Mikenas, Povilas Vaitonis,Isakas Vistaneckis, Markas Luckis, ...)
13. Madžarska (Andor Lilienthal, László Szabó, Endre Steiner, Kornel Havasi, Arpad Vajda)
14. Nizozemska (Machgielis Euwe, Lodewijk Prins, ...)
15. Norveška (Storm Herseth,...)
16. Poljska (Ksawery Tartakower, Mieczysław Najdorf, Paulin Frydman, Izaak Appel, Teodor Regedziński)
17. Škotska (Peter Reid, ...)
18. Švedska (Gideon Ståhlberg, Erik Lundin, Gösta Stoltz, Gösta Danielsson, Inge Jonsson)
19. ZDA (Samuel Reshevsky, Reuben Fine, Isaac Kashdan, Frank James Marshall, Israel Albert Horowitz)